# RIVA TNT2

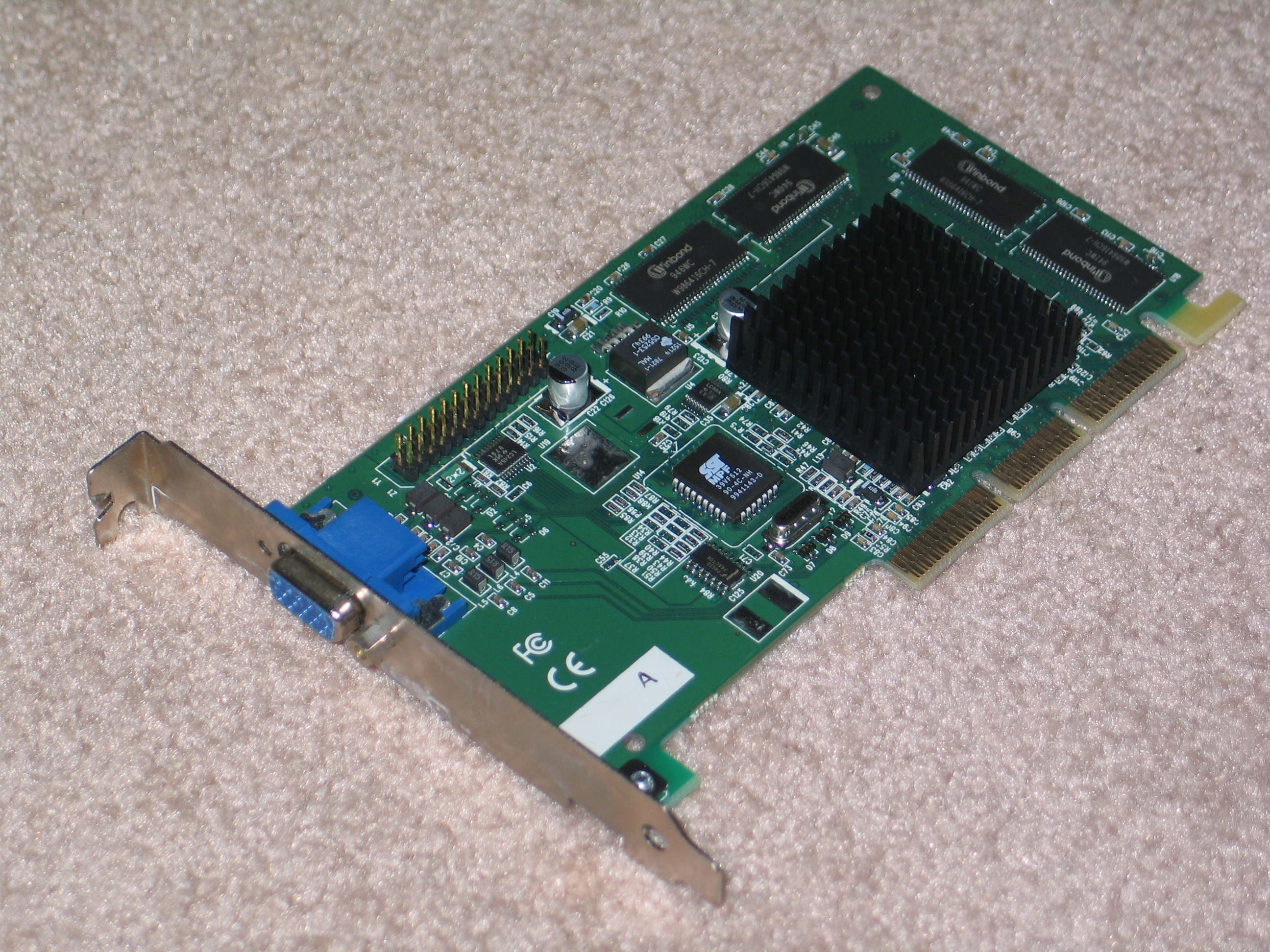
Karta graficzna Riva TNT2 z 32 MB pamięci RAM

Nvidia Riva TNT2 – model karty graficznej, wprowadzonej na rynek w 1999 roku przez firmę Nvidia.
Karta ta, obsługując magistrale AGP 4x oraz posiadając 32 MB pamięci video, stała się następczynią modelu TNT. Wyposażona w szybki (na owe czasy) chipset graficzny miała stanowić konkurencje dla modelu Voodoo 3 firmy 3dfx Interactive.

## Dane techniczne
- 128-bitowy akcelerator graficzny
- Taktowanie zegara: 125 MHz
- Pamięć: 32 MB SDRAM 150 MHz
- Przepustowość pamięci: 2,4 GB/s
- Slot: AGP, PCI

## Riva TNT2 M64
Jest to "odchudzona" wersja modelu TNT2. W stosunku do tego ostatniego szyna danych została w niej zredukowana ze 128 do 64 bitów, co spowodowało zmniejszenie przepustowości pamięci do 1,2 GB/s.

## Riva TNT2 Pro
Wydajniejsza wersja modelu TNT2. W stosunku do jego wersji nominalnej taktowanie pamięci zostało zwiększone do 166 MHz, co zaowocowało zwiększeniem przepustowości pamięci do 2,65 GB/s.

## Riva TNT2 Ultra
Najbardziej wydajna wersja modelu TNT2. Kolejny raz zwiększono taktowanie pamięci, do 183 MHz, co zaowocowało zwiększeniem przepustowości pamięci do 2,9 GB/s.